# Besluit-Chaptal

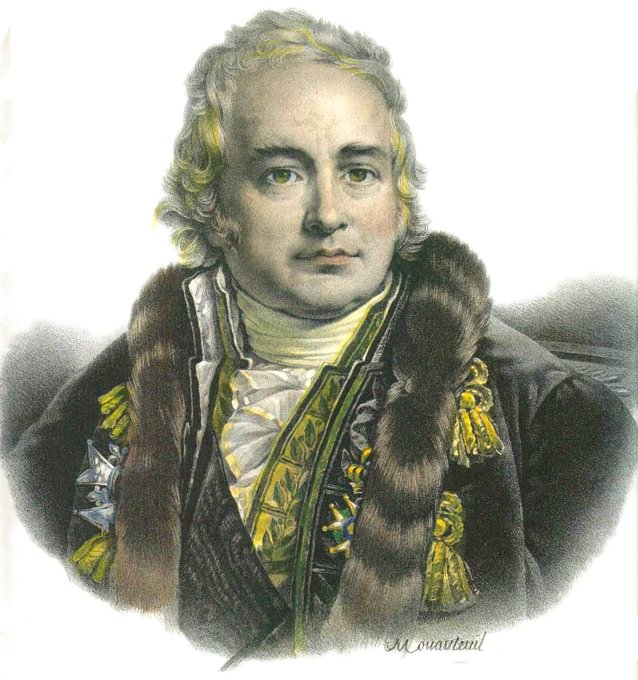
Jean-Antoine Chaptal (1756-1832)

Het besluit-Chaptal van 1 september 1801 (officieel: Arrêté consulaire du 14 fructidor, an IX) was een consulair besluit waarmee Napoleon Bonaparte opdracht gaf om regionale musea op te richten in Frankrijk. Aan de basis ervan lag het rapport dat Jean-Antoine Chaptal daags voordien aan de consuls van de Republiek had overgemaakt.

## Geschiedenis
In de voorbije jaren had de Franse staat de hand gelegd op talloze kunstwerken. Ze waren afkomstig uit kerken en kloosters (wier bezittingen tot nationaal goed waren verklaard), uit het vermogen van voortvluchtigen of simpelweg uit de oorlogsbuit van de revolutionaire legers. Hun volume had dusdanige proporties aangenomen dat ze niet integraal in Parijs konden worden getoond. Daarom zouden een 800 schilderijen naar de provincies verhuizen.
In een brief van 21 thermidor jaar IX aan citoyen Chaptal, minister van Binnenlandse Zaken, vroeg Napoleon om drie maatregelen, waaronder: Een derde besluit om een commissie aan te stellen belast met het kiezen van de standbeelden en schilderijen bestemd voor de galerij van Parijs, en deze die verzonden zouden worden voor de galerijen van Lyon, Marseille, Bordeaux, Genève, Nantes, Rijsel, Brussel, Straatsburg, Nancy, Dijon, Toulouse. Aan deze initiële lijst werden in het uiteindelijke besluit nog Caen, Rouen, Rennes en Mainz toegevoegd. Steden in recent aangehechte gebieden waren dus inbegrepen en werden zo geïntegreerd in de "universele" cultuurpolitiek die lokaal particularisme moest tegengaan. Het besluit voorzag voorts dat de effectieve overdracht pas zou plaatsvinden nadat de lokale overheden een geschikte galerij hadden bekostigd. Een consulair besluit van 3 september 1802 voegde Montpellier en Tours nog toe en bracht de lijst zo op zeventien.
Vele steden kregen aldus voor het eerst een publiek museum. Uit de collectie van het Musée central de l'Art, uitpuilend van de revolutionaire conquêtes artistiques, werden vijftien loten samengesteld die elk een panorama van de Europese schilderkunst moesten bieden ("une suite intéressante de tableaux de tous les maîtres, de tous les genres, de toutes les écoles"), een toepassing op kleine schaal van het principe van universaliteit waarop het Parijse moederhuis gebouwd was. Vervolgens werden de vijftien kavels per lottrekking toegewezen aan de uitverkoren instellingen. De naar de provincie gestuurde werken bleven eigendom van het Louvre en werden ten aanzien van Franse musea pas in 2002 gedecentraliseerd.

## Begunstigde musea
Dit is een overzicht van de vijftien musea die bruiklenen kregen in uitvoering van het besluit-Chaptal en die in veel gevallen zijn opgericht in antwoord op de maatregel:
- Koninklijke Musea voor Schone Kunsten van België
- Musée d'Arts de Nantes
- Musée des Augustins de Toulouse
- Musée des Beaux-Arts de Bordeaux
- Musée des Beaux-Arts de Caen
- Musée des Beaux-Arts de Dijon
- Musée des Beaux-Arts de Lyon
- Musée des Beaux-Arts de Marseille
- Musée des Beaux-Arts de Nancy
- Musée des Beaux-Arts de Rennes
- Musée des Beaux-Arts de Rouen
- Musée des Beaux-Arts de Strasbourg
- Palais des Beaux-Arts de Lille
- Musée Rath, opgevolgd door het Musée d'Art et d'Histoire de Genève[4]
- Landesmuseum Mainz

## Decreet van 1811 en balans
Napoleon vaardigde op 15 februari 1811 een keizerlijk decreet uit dat voorzag in nieuwe zendingen, deze keer beperkt tot zes steden: Lyon, Dijon, Grenoble, Brussel, Caen en Toulouse. Door de toevoeging van Grenoble waren er nu achttien begunstigde musea. In totaal werden onder Napoleon een 900 werken verdeeld over het grondgebied. Ze waren afkomstig uit het Musée Napoléon en het Musée spécial de l'Ecole française (het voormalige Paleis van Versailles).

## Voetnoten
1. ↑  Hoofdplaats van Léman van 1798 tot 1813.
2. ↑  Hoofdplaats van de Dyle van 1795 tot 1814.
3. ↑  Loi n° 2002-5 du 4 janvier 2002 relative aux musées de France (art. 13)
4. ↑  Le musée Rath, Temple des muses